# Baro (cratera)
Baro é uma cratera marciana. Tem como característica 16.7 quilômetros de diâmetro. Deve o seu nome a Baro, uma localidade da Nigéria.